# Smith (fleuve de la Californie)
Pour les articles homonymes, voir Rivière Smith et Smith.
Le fleuve Smith est un cours d'eau sur la côte pacifique de la Californie septentrionale aux États-Unis, d'environ 40 km de long. 

## Étymologie
Son nom vient de celui de l'explorateur Jedediah Smith.

## Géographie
Il irrigue une région mouvementée de la cordillère côtière à l'ouest des Monts Siskiyou juste au sud de la frontière avec l'Oregon et au nord du bassin du fleuve Klamath. C'est le plus grand système fluvial californien dont le cours est entièrement libre. 
Le Smith est formée par la confluence de deux branches, centrale et méridionale dans le Comté de Del Norte, à l'extrémité nord-ouest de la Californie. La branche centrale (Middle Fork), longue de 40 km, prend sa source au nord-est du comté, à environ  48 km  est-nord-est de  Crescent City et coule ensuite vers le sud-ouest. La branche méridionale (South Fork), longue de 32 km, prend sa source au sud du comté, à environ 40 km au sud-est de Crescent City, et coule vers le nord. Les deux branches se rejoignent au centre du comté et coulent principalement vers le nord-ouest, se jetant dans le Pacifique près du village de  Smith River, à environ 16 km au nord de Crescent City.
Le cours du fleuve est libre, autrement dit, il n'est doté d'aucun barrage ou autre équipement sur toute sa longueur : cette particularité le rend particulièrement cher aux protecteurs de l'environnement et en fait un des joyaux du programme  National Wild and Scenic River.

## Source
- (en) Cet article est partiellement ou en totalité issu de l’article de Wikipédia en anglais intitulé « Smith River (California) » (voir la liste des auteurs).